# Haematopota hirsutitarsus
Haematopota hirsutitarsus är en tvåvingeart som beskrevs av Austen 1908. Haematopota hirsutitarsus ingår i släktet Haematopota och familjen bromsar. Inga underarter finns listade i Catalogue of Life.